# المحكمة العليا في المملكة المتحدة

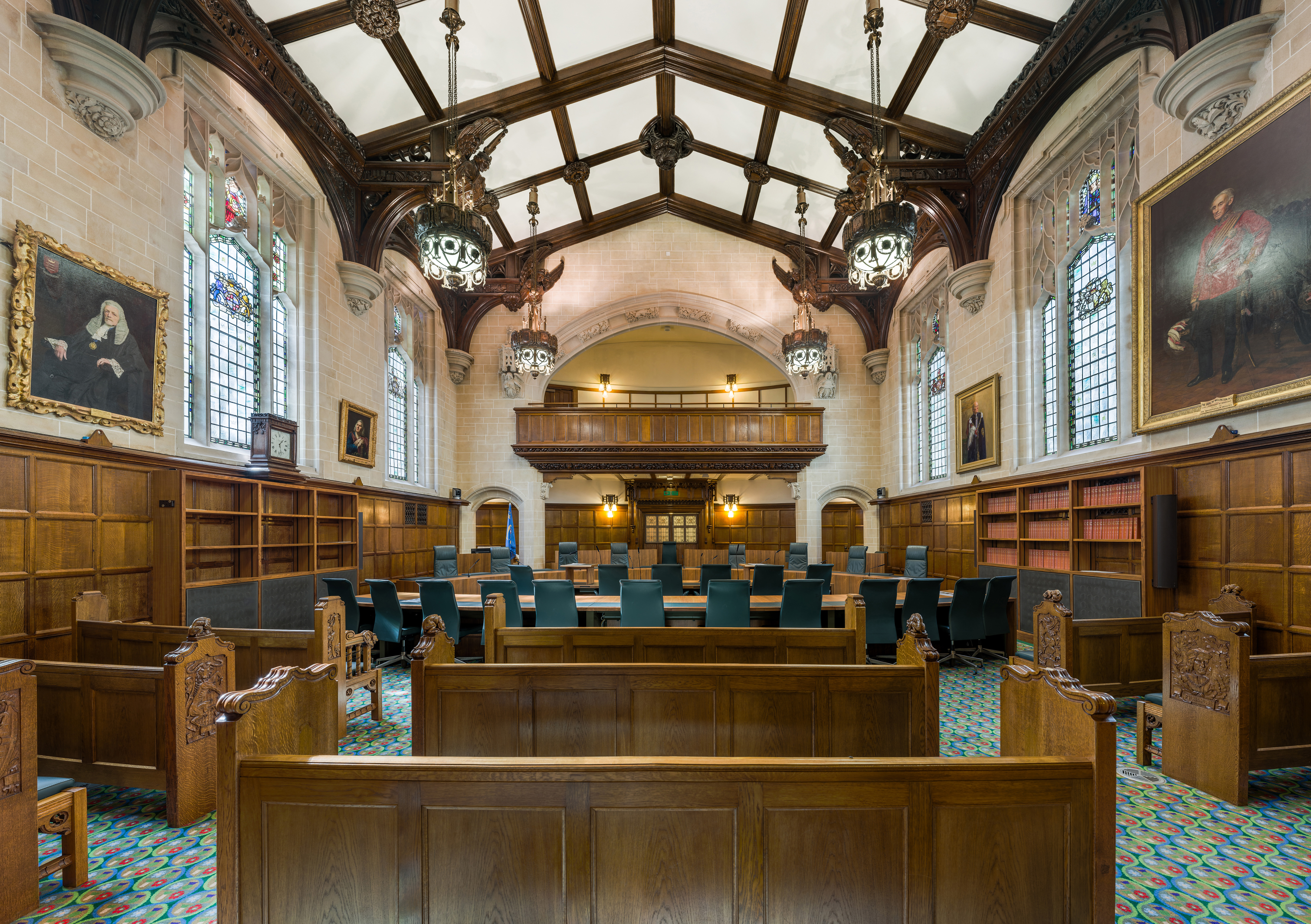
صورة توضح قاعة المحاكمة، في المحكمة العليا البريطانية

المحكمة العليا في المملكة المتحدة (بالإنجليزية: Supreme Court of the United Kingdom، واختصارًا: UKSC أو SCOTUK)، هي محكمة الاستئناف النهائية في المملكة المتحدة، حيث تتناول القضايا المدنية، والقضايا الجنائية من إنجلترا، وويلز، وأيرلندا الشمالية. وهي تستقبل، وتستمع للحالات ذات الأهمية العامة، أو الدستورية التي تؤثر على جميع السكان.
تم إنشاء المحكمة العليا، في المملكة المتحدة رسميا في، 1 أكتوبر 2009.

## تمهيد
يسري في المملكة المتحدة مبدأ السيادة البرلمانية، ولهذا فإن صلاحيات المحكمة العليا محدودة فيما يتعلق بالمراجعة القضائية أكثر مما هو الحال لدى نظيراتها في المحاكم الدستورية أو المحاكم العليا في دول أخرى. لا يمكن للمحكمة العليا أن تلغي تشريعًا أساسيًا أقرّه البرلمان.
رغم ذلك، يحقّ للمحكمة العليا أن تلغي تشريعًا ثانويًا، في حال ثبت كونه خارج نطاق اختصاص البرلمان وصلاحية التشريع الأساسي الذي انبثق التشريع الثانوي منه. إضافة إلى ذلك، وفقًا للبند الرابع من قانون حقوق الإنسان لعام 1998، يمكن للمحكمة العليا، مثلها مثل غيرها من المحاكم في المملكة المتحدة، أن تُصدر إعلان تعارُض يشير إلى اعتبارها التشريع الخاضع للإعلان غير متسق مع أحد الحقوق المنصوص عليها في الاتفاقية الأوروبية لحقوق الإنسان.
ويمكن لهكذا إعلان أن ينطبق على التشريعات الأساسية أو الثانوية. لا يُلغى التشريع بسبب ذلك الإعلان، ولا يترتب على البرلمان أو الحكومة الموافقة على هذا الإعلان. على الرغم من ذلك، في حال لم يتقبل البرلمان والحكومة ذلك الإعلان، يجوز للوزراء ممارسة صلاحياتهم وفقًا للبند العاشر من قانون حقوق الإنسان لتعديل التشريع من خلال صك قانوني لإزالة التعارض أو مطالبة البرلمان بتعديل التشريع.

## تاريخ

### إنشاء المحكمة العليا
اقتُرح إنشاء المحكمة العليا للمملكة المتحدة أول مرة في ورقة استشارية نشرتها إدارة الشؤون الدستورية في يوليو من العام 2003. رغم إشارة الورقة إلى عدم وجود انتقادات لعمل محاكم الاستئناف حينها أو دلالات تحيّز، فقد دافعت بأن الفصل بين الوظائف القضائية للجنة الاستئناف التابعة لمجلس اللوردات عن الوظائف التشريعية لمجلس اللوردات ينبغي أن يتّسم بالوضوح. أبرزت الورقة المخاوف التالية:
1. مدى وجود الشفافية الكافية للاستقلال اللازم عن السلطتين التنفيذية والتشريعية لضمان استقلالية القضاء.[1]
2. أدت متطلبات وجود الإنصاف والاستقلالية لدى أعضاء محاكم الاستئناف إلى الحدّ من قدرتها على الإسهام في عملهم في مجلس اللوردات ذاته، وبالتالي تقلصت قيمة عملهم في ميدان المحاكم وميدان مجلس عضويتهم.[1]
3. لم يكن أمرًا مفهومًا على الدوام بالنسبة لعامة الشعب أن القرارات القضائية لمجلس اللوردات اتخذها بشكل فعلي أعضاء لجنة الاستئناف القضائية، وأن الأعضاء غير القضائيين لم يتدخلوا أبدًا في اتخاذ الأحكام القضائية. على العكس تمامًا، ساد شعور بعدم الرضا عن مدى تجنّب أعضاء محاكم الاستئناف أنفسهم الانخراط في القضايا السياسية المتعلقة بالتشريعات التي سيضطرون للحُكم فيها لاحقًا.[1] زعم رئيس المحكمة، اللورد فيليبس من وورث ماتريفيرز، أن النظام القديم قد أحدث تشويشًا لدى العامّة وأنه بوجود محكمة عليا سيثبت الفصل الواضح لأول مرة بين السلطات واستقلالية القضاء عن السلطتين التشريعية والتنفيذية.[2]
4. كانت ثمة حاجة شديدة إلى الأمكنة الفارغة في مجلس اللوردات، وجاء إنشاء محكمة عليا منفصلة عن المجلس كحلّ يخفف الضغط عن قصر ويستمنستر.[1]

تلخصت الحجة المعارضة لإنشاء محكمة عليا في أن النظام السابق كان يعمل بكفاءة وتكاليف قليلة. عبّر الإصلاحيون عن مخاوفهم بأن تلك الحجة هي دليل رئيسي ثانٍ على الخلط بين السلطات التشريعية، والقضائية، والتنفيذية وقد يُفضي إلى نشوب تعارُض مع القيم المُعلنة وفقًا للإعلان العالمي لحقوق الإنسان. لدى الموظفين الحكوميين الذين يصيغون القوانين أو ينفذونها مصالح في قضايا المحاكم التي تضع تلك القوانين على محكّ الاختبار. عندما تُوكل الدولة السلطة القضائية إلى أولئك المسؤولين أو زملائهم الذين يتعاملون معهم بصورة يومية، فإنها تعرّض استقلالية القضاء ونزاهته للخطر. وبالنتيجة، افتُرض إمكانية الطعن بقرارات محاكم الاستئناف وثيقة الصلة بنقاشات الأعضاء الأصدقاء، أو تلك التي أبدى السيد المستشار فيها رأيًا، على أساس حقوق الإنسان بدعوى عدم تشكيلها محاكمة عادلة.
عبّر اللورد نويبيرغر من أبوتسبيري، والذي أصبح رئيس المحكمة العليا لاحقًا، عن قلقه بأن المحكمة الجديدة قد تضطلع بصلاحيات أكبر من لجنة الاستئناف في مجلس اللوردات والتي سبقتها، وأفاد بأنه ثمة خطورة حقيقية تتمثل في «انتزاع القضاة لأنفسهم صلاحيات أكبر مما لديهم الآن». ردّ اللورد فيليبس بأن تلك النتيجة «محتملة»، ولكنها «ليست راجحة».
اتسمت الإصلاحات بإثارة الجدل واقتُرحت دون الحدّ المقبول من التشاور ولكن خضعت فيما بعد لنقاشات مطولة في البرلمان. خلال العام 2004، تفحصّت لجنة مختارة من مجلس اللوردات الحجج المؤيدة والمعارضة لإنشاء المحكمة الجديدة. قدّرت الحكومة تكلفة إنشاء المحكمة العليا الجديدة بمبلغ مقداره 56.9 مليون جنيه إسترليني.

### القضايا والاختصاص
أول قضية استمعت لها المحكمة العليا هي قضية وزارة خزانة جلالتها ضد أحمد، والتي تعلقت بـ «الفصل بين السلطات»، وفقًا لما ذكره فيليبس، الذي كان رئيسها الأول. كانت المسألة المتنازع عليها هي درجة تفويض البرلمان، وفقًا لقانون الأمم المتحدة للعام 1946، والتي بموجبها خوّل السلطة التنفيذية بصلاحية تشريع القوانين. اعتمد حلّ هذه القضية على المقاربة الصحيحة التي ترتّب على المحكمة تبنيها في تفسير التشريع الذي قد يؤثر على الحقوق الأساسية في القانون العام أو بمقتضى الاتفاقية الأوروبية لحقوق الإنسان.

## نطاق الاختصاص والصلاحيات
من المحكمة العليا:
«المحكمة العليا هي أعلى محكمة استئناف في المملكة المتحدة للقضايا المدنية، وللقضايا الجنائية في إنجلترا، ومقاطعة ويلز، وأيرلندا الشمالية. تنظر المحكمة في القضايا ذات الأهمية البالغة على المستويين العام والدستوري والتي تؤثر على جميع أفراد الشعب».
بالنسبة للقضايا المدنية الاسكوتلندية التي بُتّ فيها قبل سبتمبر 2015، لم يترتب الحصول على إذن بالاستئناف من المحكمة المدنية العليا في اسكوتلندا، وأمكن متابعة أي قضية مشابهة في المحكمة العليا للمملكة المتحدة إذا أقرّ محاميان بمناسبتها للاستئناف. أدخل قانون إصلاح المحاكم (الاسكوتلندية) للعام 2014 الإجراء السابق في حيز التنفيذ للقضايا المدنية الاسكوتلندية الحالية والمستقبلية ليتوافق مع إنجلترا، وويلز، وأيرلندا الشمالية، إذ يترتب الحصول على إذن للاستئناف، إما من المحكمة المدنية العلية أو من المحكمة العليا ذاتها.
ينصب اهتمام المحكمة العليا على القضايا التي تثير المسائل القانونية ذات الأهمية للرأي العام. كما كان الحال عليه مع لجنة الاستئناف التابعة لمجلس اللوردات، فإن قضايا الاستئناف من الميادين المختلفة للقانون قد تخضع للاختيار قبل النظر فيها، بما في ذلك النزاعات التجارية، والقضايا العائلية، ومطالبات النظر قضائيًا ضد السلطات الحكومية والقضايا المنضوية تحت قانون حقوق الإنسان للعام 1998.
لا تنظر المحكمة العليا سوى في حالات استثنائية في استئناف القضايا الجنائية من محكمة الجنايات العليا فيما يتعلق «بمسائل تفويض السلطات».
إضافة إلى ما سبق، تحدد المحكمة العليا «مسائل تفويض السلطات» (كما يعرّفها قانون اسكتلندا للعام 1998، وقانون أيرلندا الشمالية 1998، وقانون حكومة ويلز 2006). وهذه إجراءات قانونية ترتبط بصلاحيات الإدارات المفوّضة –اللجنة التنفيذية لأيرلندا الشمالية، وجمعية أيرلندا الشمالية، والحكومة الاسكتلندية، والبرلمان الاسكتلندي، والحكومة الويلزية، وجمعية ويلز الوطنية. فيما مضى كانت مسائل التفويض تُبتّ في اللجنة القضائية التابعة لمجلس الملكة الخاص، وكان غالبها مرتبط بالامتثال لمعايير الحقوق الواردة في الاتفاقية الأوروبية لحقوق الإنسان، والتي قنّنت داخليًا بموجب قانون التفويض وقانون حقوق الإنسان للعام 1998.

## وصلات خارجية
- الموقع الرسمي